# Медвеце
Медвеце (алб. Medvec) је насељено место у општини Призрен, на Косову и Метохији. Према попису становништва из 2011. у насељу је живело 1.062 становника.

## Становништво
Према попису из 2011. године, Медвеце има следећи етнички састав становништва:
| Националност | 2011.          |
| Албанци      | 1.046 (98,49%) |
| Ашкалије     | 16 (1,51%)     |
| Укупно       | 1.062          |

| Демографија | Демографија | Демографија |
| Година      | Становника  | Становника  |
| ----------- | ----------- | ----------- |
| 1948.       | 233         |             |
| 1953.       | 291         |             |
| 1961.       | 375         |             |
| 1971.       | 535         |             |
| 1981.       | 725         |             |
| 1991.       | 871         |             |
| 2011.       | 1.062       |             |